# Iliana Kettilsdotter (Puke)
Iliana Kettilsdotter (Puke) var en svensk priorinna.

## Biografi
Iliana Kettilsdotter (Puke) var dotter till riddaren Kettil Ragvaldsson (Puke) och en okänd kvinna. Hon var från 1363 till 1377 priorinna i Skänninge nunnekloster.